# Stavningsreform

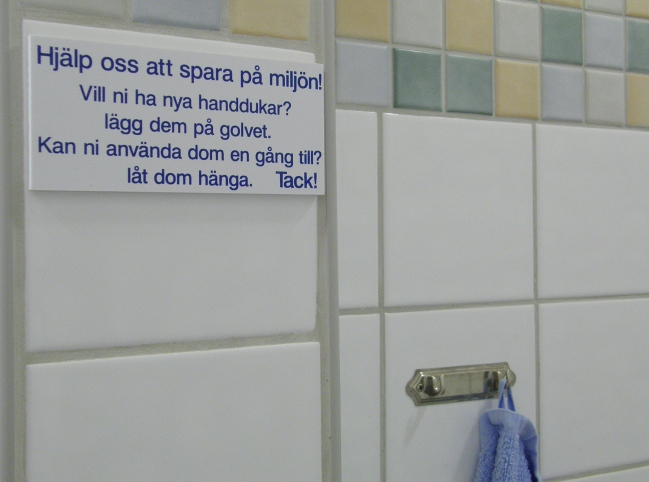
Tal- och skriftspråk på samma skylt. Dom anses enligt SAOL talspråkligt (13 upplagan).

En stavningsreform är en förändring av officiella normer för ett skriftspråks ortografi, för att denna ska komma närmare dagens talspråk eller för att på annat sätt förenkla stavningen.

## Danska
Danska språket fick sin första stavningsnorm 1775, när danska staten utgav en anvisning för gymnasiernas undervisning i rättstavning. Dessa anvisningar reviderades 1889–92 under ministern Jacob Frederik Scavenius, så att i och u i slutet av diftonger byttes mot j och v, bruket av c, q, z och x begränsades till utländska lånord, dubbelteckning av lång vokal slopades, stumt e slopades och j efter g och k slopades. Ett känt exempel på äldre stavning är Kjøbenhavn, som genom denna reform blev København. 
Nästkommande danska stavningsreform genomfördes 1948, då den svenska bokstaven å infördes i stället för den tidigare aa, versalisering av substantiv slopades, och verbformerna kunde, skulde och vilde ändrades till kunne, skulle och ville. Städerna Aarhus och Aabenraa bytte namn till Århus respektive Åbenrå, men har senare återgått till den tidigare stavningen.

## Engelska
Engelsktalande länder (Storbritannien, USA, Kanada, Australien) har ingen central auktoritet för rättstavning, och har därför inte påverkats av stavningsreformer. Skillnader i rättstavningen har uppstått mellan brittisk och amerikansk engelska (till exempel (colour – color), vilka sedan dokumenterats i ordböcker och därigenom vunnit hävd.
Trots att det saknas central auktoritet, förändras den gängse rättstavningen. Till exempel har bruket av bindestreck i sammansatta ord avtagit under 1900-talet. Sjätte upplagan (2007) av Shorter Oxford English Dictionary avskaffade bindestreck i 16.000 uppslagsord, som fig-leaf (fikonlöv, nu: fig leaf), pot-belly (kulmage, nu: pot belly) och pigeon-hole (öppning eller rede i duvslag, nu: pigeonhole). Äldre svensk-engelska ordböcker är fulla av dessa sammansättningar med bindestreck, som nu framstår som föråldrade.

## Kinesiska
Förenklade kinesiska tecken infördes efter Maos kommunistiska revolution, i två faser 1956 och 1964, medan Taiwan, Hongkong och Macau håller fast vid traditionella kinesiska tecken.

## Norska
Norge var en del av det danska kungariket fram till 1814. Skriftspråket i norska skolor var danska, även om det kraftigt avvek från talspråket, i synnerhet på landsbygden och i västra Norge. Norska skolor omfattades alltså av 1775 års danska rättstavningsnorm. Frigörelsen från Danmark 1814 innebar att Norge fick sin egen grundlag och eget parlament. Medvetandet om att norska var ett eget språk började också växa. Men den påtvingade unionen med Sverige skavde mot nationalkänslan. Eftersom varje stavningsreform skulle medföra att norska blev mer likt svenska, mötte sådana tankar motstånd. I stället lade dialektforskaren Ivar Aasen 1853 i boken Prøver af Landsmaalet i Norge fram förslag om att konstruera ett nytt skriftspråk, kallat "landsmål", baserat på olika västnorska dialekter.
Enskilda norska författare gjorde egna moderniseringar av det danska skriftspråket, däribland Henrik Ibsen och Bjørnstjerne Bjørnson. Ibsen deltog i "det nordiske Retskrivningsmøde" som 1869 hölls i Stockholm. Hans egna moderniseringar av danskan kom några årtionden före 1892 års reform i Danmark, men gick inte lika långt.
Efter unionsupplösningen 1905 bortföll rädslan för anpassning till svenskan, och diskussionen om en språkreform återupptogs. Frågan drevs av Riksmålsforeningen, grundad 1899 av Hj. Falk. Ny ordförande blev 1907 Bjørnstjerne Bjørnson och föreningen ombildades 1909 till Riksmålsforbundet. Den reformerade danskan, riksmålet, skulle vara det statliga ämbetsspråket, medan landsmålet skulle stå det lantbygdsbefolkningens dialekter närmare. Den 19 februari 1907 lade ett regeringsbeslut fast riksmål som stavningsnorm enligt en skrift av J. Aars och M. Nygaard. Många danska b/d/g hade ändrats till p/t/k. Tanken var att på sikt förena riksmål och landsmål, något som brukar kallas "samnorsktanken".
År 1917 genomfördes en stavningsreform av både riksmål och landsmål. Den svenska bokstaven å infördes. Bokstaven æ ändrades i somliga ord till e. R bortföll i bestämd flertalsform: hesterne blev hestene.
År 1929 bytte riksmål namn till bokmål och landsmål till nynorska.
Baserat på samnorsktanken genomfördes ytterligare en stavningsreform 1938, som skulle föra de båda språken närmare varandra. Många användare av bokmål protesterade mot detta och började kalla sig riksmålstalare. Riksmålsforbundet gav 1952 ut en egen ordbok för riksmål, som alltså skilde sig från det offentliga bokmålet. Den konservativa dagstidningen Aftenposten använder sig av riksmål. Norsk språknemnd ersattes 1972 av Norsk språkråd. Det nya rådet instiftades utan att samnorsktanken nämns i stadgarna. Rådet innehåller representanter för de två protestorganisationerna Riksmålsforbundet och Foreldreaksjonen mot samnorsk.

## Ryska
Peter den store införde 1708 en norm för "borgerlig skrift" (гражданский шрифт) för ryska språket med kyrilliska alfabetet, som skiljde sig från fornkyrkoslaviska. Denna gällde fram till 1918 års reform, som länge hade diskuterats men genomdrevs efter den bolsjevikiska oktoberrevolutionen genom ett dekret av 10 oktober 1918: Bokstaven і ersattes med и, ѣ med е, ѳ med ф, ѵ med и, hårda tecknet ъ slopades i slutet av ord, ändelsen -аго blev -ого och -яго blev -его. Man ser direkt om en text är skriven med rysk "gammalstavning" (дореволюционная орфография) eller modern.

## Svenska
Den äldsta skriften i det germanska språkområdet använde runor. Redan från början på 100-talet e.Kr. användes 24 runor (äldre, urgermanska runor). Under 800-talet har man övergått till en förenklad skrift med bara 16 runor (yngre, skandinaviska runor), kanske svenskans första stavningsreform. Rökstenen är från denna brytningstid och en pionjär för det nya systemet, samtidigt som den är den längsta bevarade runinskriften. Med kristendomens insteg följde det latinska alfabetet, först för kyrkliga texter på latin, efterhand även för texter på svenska. Men runorna levde kvar under medeltiden; det förekom inget skarpt byte av alfabet, ingen uttalad reform.
En första stabilisering av stavningen av det svenska språket med latinska bokstäver skedde med den första bibelöversättningen från 1526. Den första normen för svensk rättstavning kom 1801 med akademiledamoten Carl Gustaf af Leopolds Afhandling om Svenska stafsättet.
Efter att folkskolan hade blivit obligatorisk i Sverige 1842 ansågs det att läs- och skrivundervisningen skulle kunna underlättas om stavningen reformerades. Skollärarna var pådrivande för stavningsreformer under andra hälften av 1800-talet. Under inverkan av skandinavismen, som efter dansk-tyska kriget 1864 hade tagit en språklig och kulturell inriktning, ville även språkforskare reformera språket och stavningen, så att den dels skulle bli mer enhetlig mellan de nordiska språken, dels anknyta mer till det fornnordiska förflutna. Till exempel infördes det fornnordiska "idrott" som alternativ till det engelska/franska/tyska ordet "sport". Man ville också rensa ut tyska influenser från medeltiden, genom att slopa förled som be- och ge- i verb. Mot dessa, ibland radikala, krav på språkliga reformer agerade Svenska Akademien som en konservativ kraft. När första upplagan av Svenska Akademiens ordlista över svenska språket (SAOL) kom 1874, anslöt den sig helt till Leopolds stavning av 1801.
Till den sjätte upplagan av SAOL 1889 förändrades stavningen genom att e blev ä i ord som jern, w ersattes med v, kv började tillåtas som alternativ till qv i ord som qvart och qvinna och th blev t i Götheborg. Detta kan betraktas som den första svenska stavningsreformen i modern tid.
Den andra och mer kända svenska stavningsreformen 1906 bestod i att ecklesiastikministern och tidigare skolläraren Fridtjuv Berg genomdrev att Sveriges folkskolor inte längre skulle underkänna elever som stavade v i stället för f, fv och hv eller tt i stället för dt. Den äldre stavningen med fv, hv och dt kallas allmänt för gammalstavning. Riksdagen och statliga organ antog den nya stavningen under 1910-talet och under 1920-talet blev den allmänt accepterad och införd i 8:e upplagan av SAOL (1923). Andra upplagan av Nordisk familjebok (38 band, 1904–26) använde gammalstavning vid början av sin utgivning och höll fast vid detta ända till 1926.
Under 1920-talet återgick en del ä-stavningar till e. Staden Helsingborg, som 1912 ändrade sitt namn till Hälsingborg, beslutade 1971 att återgå till e-stavningen.
Att upprätthålla kongruensböjningen av verb (personkongruens) var en annan svårighet för lärarna. Man skrev "jag är/var/gick" i singular, men "vi äro/voro/gingo" i plural, trots att det vardagliga talspråket i stora delar av Sverige länge hade använt enbart singularformer, även kallade enhetsformer. I kongruensfrågan stod striden mellan kongruensskrivare (konservativa) och enhetsskrivare (modernister). Men ännu viktigare ansågs konsekvensen vara: Om man använde enhetsformer, skulle man enbart använda enhetsformer och inte blanda. Detta framhöll redan Nils Linder i Regler och råd (1886), som dock avser talspråket. I boken om Nils Holgersson (1906) har Selma Lagerlöf, på inrådan av Adolf Noreen, använt kongruensformer i den berättande texten, men enhetsformer i dialogerna. När Ture Nerman på 1910-talet började använda enhetsformer i skrift, utdömdes detta som alltför radikalt, en sorts "bolsjeviksvenska". Det var först på 1940-talet som frågan om reform togs på allvar. Modersmålslärarnas förening lämnade i juli 1943 förslag till Skolöverstyrelsen att enhetsformer skulle godkännas i uppsatser, men att eleven måste skriva konsekvent. Från 1944 infördes denna valfrihet i gymnasiernas avgångsuppsatser, 1947 nådde enhetsformerna majoritet, från 1952 började Skolöverstyrelsen att formulera examensuppgifterna med enhetsformer och 1955 skrev ingen längre med kongruensformer. Tidningarnas Telegrambyrå gick 1945 över till enhetsformer, några dagstidningar redan 1943.
1800-talets förslag att förenkla stavningen av j- (g, dj, gj, hj, lj) och sje-ljudet (stj, skj, sk, sch, sh, ch, g, j, i, ssi, si, ti, gi) har aldrig genomförts. Senare tiders försök till förändringar har gällt enstaka ord som dom, mej, dej, jos, sebra, men har inte alltid varit framgångsrika.

## Tyska
Tyska språket har genomgått två stavningsreformer 1901 och 1996. Den under 1800-talet rådande rättstavningen med "th" i Thier (djur) och ensamt "i" i "illustriren" (illustrera) ersattes med T respektive "ie" (illustrieren) i 1901 års upplaga av ordboken Duden. Ett känt exempel är att Neanderthal började stavas Neandertal.
Stavningsreformen 1996 omfattar bara Tyskland och går ut på att det så kallade tyska s:et (scharfes s) "ß" ersätts med "ss" efter korta vokaler samt att flera stavningar av f-ljudet med "ph" ersätts med "f", till exempel i Fotografie (fotografi). Delar av det i Tyskland starkt decentraliserade utbildningsväsendet har dock motsatt sig reformen och till och med gått till domstol för att upphäva den. Några starkt kritiserade delar av den ursprungliga reformen, bland annat särskrivning av långa sammansatta verb, har i efterhand strukits.